# Ягільницька сільська рада
Ягі́льницька сільська́ ра́да — колишня адміністративно-територіальна одиниця та орган місцевого самоврядування в Чортківському районі Тернопільської області. Адміністративний центр — с. Ягільниця.

## Загальні відомості
- Територія ради: 19,429 км²
- Населення ради: 1 314 особи (станом на 2001 рік)
- Територією ради протікає річка Черкаська

## Населені пункти
Сільській раді були підпорядковані населені пункти:
- с. Ягільниця

## Історія
Перша сільська рада в Ягільниці утворена у вересні 1939 року.
У квітні 1944 році сільська рада відновлена.
31 серпня 1954 року до сільської ради приєднано Салівську сільську раду, яка згодом від'єдналася.
1 грудня 2020 року увійшла до складу Нагірянської сільської громади.

## Географія
Ягільницька сільська рада межувала з Шульганівською, Нагірянською, Староягільницькою, Білівською, Чортківською міською радою, Росохацькою, Сосулівською сільськими радами — Чортківського району.

## Склад ради

### Керівний склад попередніх скликань

#### Голови ради
| Прізвище, ім'я, по батькові                          | Основні відомості                                                 | Дата обрання | Дата звільнення |
| ---------------------------------------------------- | ----------------------------------------------------------------- | ------------ | --------------- |
| Шевчук Зіновій Михайлович                            | Сільський голова                                                  | 1991         | 1994            |
| Шевчук Зіновій Михайлович                            | Сільський голова                                                  | 1994         | 1998            |
| Воробець Євген Степанович, Шевчук Зіновій Михайлович | Сільський голова                                                  | 1998         | 2002            |
| Шевчук Зіновій Михайлович                            | Сільський голова                                                  | 2002         | 2006            |
| Нагірний Станіслав Михайлович                        | Сільський голова, 1945 року народження, безпартійний              | 26.03.2006   | 31.10.2010      |
| Зібрівський Йосип Іванович                           | Сільський голова, 1965 року народження, освіта вища, безпартійний | 31.10.2010   | 25.10.2015      |
| Зібрівський Йосип Іванович                           | Сільський голова, 1965 року народження, освіта вища, безпартійний | 25.10.2015   | 01.12.2020      |

Примітка: таблиця складена за даними сайту Верховної Ради України

#### Секретарі ради
| Прізвище, ім'я, по батькові | Основні відомості | Дата обрання | Дата звільнення |
| --------------------------- | ----------------- | ------------ | --------------- |
| Врона Віра Миколаївна       | Секретар          | 1991         | 1994            |
| Врона Віра Миколаївна       | Секретар          | 1994         | 1998            |
| Лов′як Віра Йосипівна       | Секретар          | 1998         | 2002            |
| Лов′як Віра Йосипівна       | Секретар          | 2002         | 2006            |
| Лов′як Віра Йосипівна       | Секретар          | 2006         | 2010            |
| Лазарчук Оксана Франківна   | Секретар          | 2010         | 2015            |
| Лазарчук Оксана Франківна   | Секретар          | 2015         | 2020            |

### Депутати

#### VII скликання
За результатами місцевих виборів 2015 року депутатами ради стали:
1. Рісна Марія Іванівна
2. Слота Світлана Зіновіївна
3. Худзік Наталія Іванівна
4. Струтинський Михайло Русланович
5. Бобер Володимир Іванович
6. Шашко Мирослав Михайлович
7. Джумага Андрій Михайлович
8. Побережна Тетяна Богданівна
9. Чередник Сергій Іванович
10. Гереєва Ольга Ярославівна
11. Сернецький Ігор Іванович
12. Лазарчук Оксана Франківна

#### VI скликання
За результатами місцевих виборів 2010 року депутатами ради стали:
1. Рісна Марія Іванівна
2. Слота Світлана Зіновіївна
3. Шевчук Зіновій Михайлович
4. Лов'як Віра Йосипівна
5. Дюк Уляна Романівна
6. Музика Сергій Миколайович
7. Мацишен Андрій Євстахович
8. Лазарчук Оксана Франківна
9. Джумага Андрій Михайлович
10. Байталюк Віктор Ігорович
11. Бобер Володимир Іванович
12. Запухляк Сергій Богданович
13. Чайка Андрій Мирославович
14. Сернецький Ігор Іванович
15. Іконяк Ольга Любомирівна
16. Поліщук Андрій Віталійович

#### V скликання
За результатами місцевих виборів 2006 року депутатами ради стали:
1. Красовська Марія Антонівна
2. Вербіцька Тетяна Осипівна
3. Гуцал Галина Іванівна
4. Хиляк Лілія Василівна
5. Левчук Оксана Франківна
6. Мацишин Андрій Євстахович
7. Джумага Андрій Михайлович
8. Карп'юк Петро Володимирович
9. Ружицький Андрій Ярославович
10. Чайка Андрій Мирославович
11. Лов'як Віра Йосипівна
12. Мальчик Володимир Володимирович
13. Запухляк Сергій Богданович
14. Сернецький Іван Євстахович
15. Поліщук Віталій Миколайович
16. Скрипка Ігор Степанович

#### IV скликання
За результатами місцевих виборів 2002 року депутатами ради стали:
1. Красовський А.Е.
2. Білик П.В.
3. Фучило В.Р.
4. Дядик О.Б.
5. Джумага М.М.
6. Пшибила М.Р.
7. Запухляк В.Б.
8. Карп′юк В.М.
9. Костецька С.О.
10. Недокус З.С.
11. Лов′як В.Й.
12. Мадзей О.І.
13. Поліщук В.М.
14. Сернецький І.Є.
15. Козак М.П.

#### III скликання
За результатами місцевих виборів 1998 року депутатами ради стали:
1. Петришин С.Є.
2. Мигасевич Є.М.
3. Фучило В.Р.
4. Худзік Г.М.
5. Маценко Ю.І.
6. Пшибило М.Р.
7. Яніцька О.Д.
8. Карп′юк В.М.
9. Хом′як О.Я.
10. Теребенець В.Г.
11. Лов′як В.Й.
12. Мадзей О.І.
13. Поліщук В.М.
14. Сернецький І.Є.
15. Козак М.П.

#### II скликання
За результатами місцевих виборів 1994 року депутатами ради стали:
1. Романів Б.О.
2. Дядик Л.Є.
3. Мигасевич Є.М.
4. Смистун В.Я.
5. Врона В.М.
6. Карп′юк В.М.
7. Війтик А.К.
8. Ружицький І.С.
9. Скрипка М. Є.
10. Казюк Є. О.
11. Петришин С.Є.
12. Сернецький І.Є.
13. Дмитрук С.С.

#### I скликання
За результатами місцевих виборів 1990 року депутатами ради стали:
1. Борис М.М.
2. Врона В.М.
3. Війтик А.К.
4. Войцьо Я.П.
5. Гащиц В.М.
6. Галабала О.Й.
7. Духняк Л.М.
8. Кап′юк В.М.
9. Ковальчук В.М.
10. Моспан Й.Л.
11. Мигасевич Є.М.
12. Нагірний С.М.
13. Самборський В.С.
14. Свистун О.І.
15. Присунько Л.О.
16. Хом′як В.І
17. Шевчук З.М.
18. Якимишин Д.П.
19. Яніцька О.Д.
20. Ярощак Я.І.